# Мурадов Рустам Усманович
Руста́м Усманович Мура́дов (нар. 21 березня 1973 , Чинар Дербентський район, Дагестанська АРСР, РРФСР, СРСР) — російський воєначальник. Заступник командувача військ Південного військового округу з 25 грудня 2018 року, генерал-полковник (лютий 2023). Герой Російської Федерації (2017). 
З 28 лютого 2022 перебуває під персональними санкціями ЄС. У липні 2022 року стало відомо про його командування угрупуванням військ «Схід» в Україні.

## Біографія
Рустам Усманович Мурадов народився 21 березня 1973 року у селі Чинар Дербентського району. Його батько родом із села Ханак Табасаранського району Дагестанської АРСР. За національністю табасаранець. Батько — Усман, мати — Уміжат. Батько 1966 року, після землетрусу в Південному Дагестані, переселився з батьками в село Чинар із Табасаранського району. Тут і одружився. У сім'ї було троє синів. Рустам навчався у Чинарській середній школі.
Випускник школи курсантів у Новочеркаську. На військовій службі з 1990 року. З відзнакою закінчив Санкт-Петербурзьке вище загальновійськове командне училище (1995) та Загальновійськову академію Збройних Сил Російської Федерації, також закінчив Військову академію Генерального штабу Збройних Сил Російської Федерації (2015).
Командир взводу, роти (1996), командир 242-го гвардійського мотострілецького полку (2008—2009), командир 17-ї окремої гвардійської мотострілецької бригади (2009), командир 36-ї окремої гвардійської мотострілецької бригади Східного військового округу (2009—2012).
У 2012 році присвоєно чергове військове звання генерал-майор. З 2012 по 2013 — начальник 473-го Лисичанського окружного навчального центру Центрального військового округу.
З 2013 по 2015 рік — слухач Військової академії Генерального штабу Збройних сил Російської Федерації.
З 2015 по 2017 рік — перший заступник начальника та начальник штабу 41-ї армії. У 2016 році — представник Росії у Спільному російсько-українському центрі з контролю та координації питань припинення вогню та стабілізації лінії розмежування сторін (СЦКК) на Донбасі..
2017 року — військовий радник у Сирії. Загони під командуванням Мурадова протягом двох тижнів пробивалися від Ес-Сухни до Дейр-ез-Зора, долаючи опір супротивника. Указом Президента Росії від 28 грудня 2017 року за мужність і героїзм, виявлені при виконанні військового обов'язку, генерал-майору Мурадову присвоєно звання Героя Російської Федерації з врученням особливої відзнаки — медалі «Золота Зірка».
З грудня 2017 по грудень 2018 року — командувач 2-ї гвардійської Червонопрапорної армії Центрального військового округу.
З 25 грудня 2018 — заступник командувача військами Південного військового округу.
Від 20 лютого 2020 року присвоєно чергове військове звання генерал-лейтенант.
З 11 листопада 2020 по 9 вересня 2021 — командувач Російським миротворчим контингентом в Нагірному Карабаху.
Під час вторгнення Росії в Україну прийняв командування угрупуванням військ «Схід», з липня 2022 року. Зона його відповідальності - Запорізький і Вугледарський напрямки.
27 березня 2023 року відсторонений від посади командувача угруповування «Схід». Це пов'язують з невдалим штурмом Вугледара, де тільки в техніці ворог недорахувався понад 100 бронемашин.

## Особисте життя
Одружений. Має двох дочок та двох синів.

## Санкції
У лютому 2022 року Європейський Союз ввів персональні санкції проти Мурадова у зв'язку з вторгненням Росії в Україну.
4 березня 2022 року доданий до санкційного списку Швейцарії.
12 квітня 2022 року Рустам Мурадов доданий до персональних санкцій Японії.
19 жовтня 2022 року Мурадов доданий до санкційного списку України.

## Нагороди
- Герой Російської Федерації (2017) — за мужність і героїзм, виявлені при виконанні військового обов'язку[28][11]
- Орден «За заслуги перед Батьківщиною» II ступеня з мечами[джерело?]
- Орден «За заслуги перед Батьківщиною» ІІІ ступеня з мечами
- Орден «За заслуги перед Батьківщиною» IV ступеня з мечами
- Орден Олександра Невського (2020)[29]
- Орден Мужності (1997)
- Орден Мужності (2000)
- Орден «За військові заслуги» (2012)
- Медаль ордену «За заслуги перед Батьківщиною» ІІ ступеня з мечами
- Медаль «Учаснику військової операції у Сирії»
- Медалі РФ
- Почесний громадянин Борзинського району Забайкальського краю
- Почесний громадянин Табасаранського району Республіки Дагестан